# Arli Nationalpark
Arli Nationalpark, ofte kaldet Arly, er en nationalpark beliggende i Tapoaprovinsen i regionen Est i det sydøstlige Burkina Faso. Den støder op til Benins Pendjari nationalpark i syd og Singoureservatet i vest.

## Geografi og historie
Parken omfatter et areal på 760 km2   med en bred vifte af levesteder, lige fra galleriskovene ved  Arli- og Pendjari-floderne til savanneskove og sandstensbakker i Gobnangou-bjergkæden. Den er hjemsted for omkring 200 afrikanske elefanter, 200 flodheste og 100 løver. Der er også bøfler, bavianer, forskellige arter af  aber, vortesvin og forskellige antiloper, såsom den vestlige koantilope og hesteantilope. Der er også bushbukke, duikers og vandbuk.
Man kan komme til parken via  tilgås via  motorvejen N19 via Diapaga (i den tørre sæson også via Pama). Arli nationalpark har flere småsøer, såsom Tounga, hvor der er et vandhul og to søer, som ofte besøges af op til tyve flodheste.
Parken var tidligere et levested for den vestafrikanske vildhund (Lycaon pictus manguensis), selvom den sandsynligvis er udryddet fra lokalområdet på grund af en voksende befolkning og mangel på national beskyttelse.